# Normanton (West Yorkshire)
Normanton è un paese di 14.958 abitanti della contea del West Yorkshire, in Inghilterra.